# Mycerobas affinis
El picogordo acollarado (Mycerobas affinis) es una especie de ave paseriforme de la familia Fringillidae propia de Asia. Habita en zonas al norte del subcontinente indio, principalmente en el Himalaya, y algunas regiones vecinas. 

## Filogenia
El género Eophona está muy relacionado con el género Mycerobas. Ambos géneros forman un único grupo filogenético.

## Descripción
Es posible que el picogordo acollarado sea la especie de mayor porte de la familia Fringillidae, aunque otras especies del género Mycerobas, rivalizan con él en tamaño. Mide de 22 a 24 cm de largo. Existen registros de dos ejemplares machos que pesaban entre 60 a 72 gr, mientras que una hembra pesaba 83 g. Los machos adultos poseen la cabeza, alas superiores y cola de color negro brillante. Contrastando con el color negro de su cabeza, posee un collar de color marrón terroso. El resto del plumaje del macho es de un tono amarillo fuerte. El dorso de la hembra es verde oliva y sus partes bajas son amarillentas y su carece de tonos de negro. Los ejemplares juveniles poseen una apariencia similar a la de la hembra adulta.

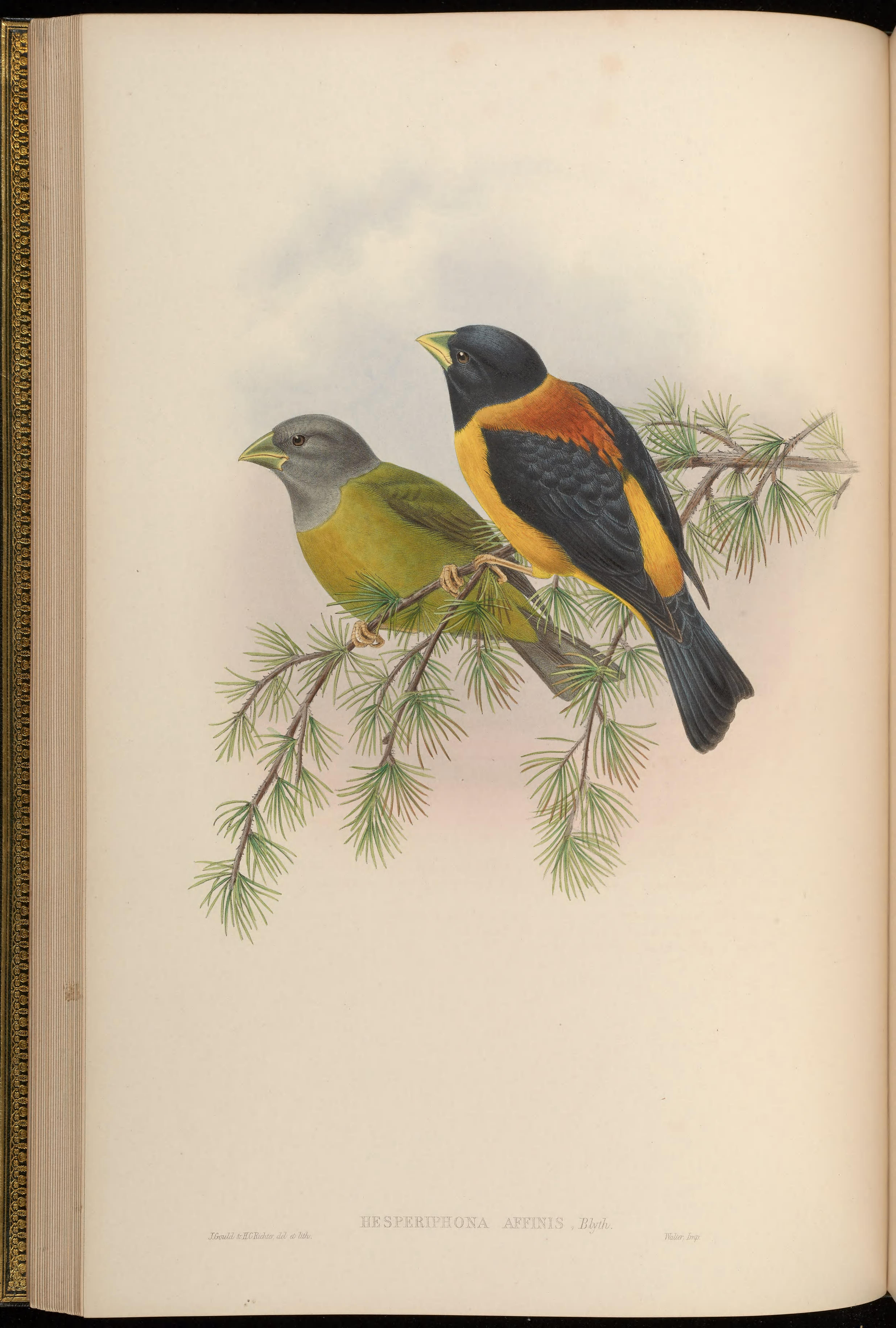
Ilustración de John Gould.

La llamada en vuelo de esta ave es un rápido Pip-pip-pip-pip-uh. A veces emite una breve llamada de alarma, kurr. El canto del macho es un silbido claro, fuerte, y de tono ascendente consistente en cinco o seis notas. El picogordo acollarado puede emitir un gruñido rechinado durante interacciones antagónicas.

## Distribución y hábitat
Se encuentra en Bután, India, Birmania, Nepal y Tailandia. Su hábitat natural son los bosques caducifolios o mixtos.

## Ecología
En las zonas donde habita esta especie su presencia oscila entre bastante común a escaso. La especie veranea y se reproduce en alturas entre los 2200 m a 4200 m s.n.m. A lo largo del año se desplaza entre distintas altitudes, durante el invierno llega a descender hasta los 1800 m.s.n.m. o inclusive hasta los 1060 m.s.n.m. Habita en bosques mixtos de coníferas, frecuentes en torno a bosquecillos de arces, robles o zona de rododendros. Durante el verano puede habitar en zonas de enebro enano por sobre la línea de bosques en las montañas. Las parejas o pequeños grupos por lo general se posan cerca de la punta de árboles altos pero se alimentan en la vegetación baja o aun a nivel del suelo. El picogordo acollarado vuela formando bandadas densas en una forma rápida pero a veces con un estilo ondulante. Se desconoce el comportamiento reproductivo de esta especie. Se alimenta de distintas semillas y conos de pino  como también de brotes, nueces, frutos (incluidas manzanas silvestres). Utiliza su fuerte pico para penetrar la corteza de esta especie de fruto. A veces también se alimenta de insectos, principalmente orugas, y caracoles.